# Caps Lock
Caps Lock – jeden z klawiszy klawiatury komputerowej. Naciśnięcie go włącza tryb pisania wielkimi literami (twardy ⇧ Shift). Sygnalizowany jest on zazwyczaj zapaleniem diody na klawiaturze, a w niektórych aplikacjach może również powodować wyświetlenie powiadomienia (na przykład CAPS) na pasku stanu. Ponowne naciśnięcie klawisza wyłącza go. W systemach Windows oferowana jest funkcja tzw. klawiszy trwałych, która umożliwia zastąpienie funkcjonalności klawisza ⇪ Caps Lock innymi sekwencjami. Z założenia, ma to ułatwić osobom niepełnosprawnym użytkowanie klawiatury. Caps jest skrótem od capital letters, co znaczy „wielkie litery”.

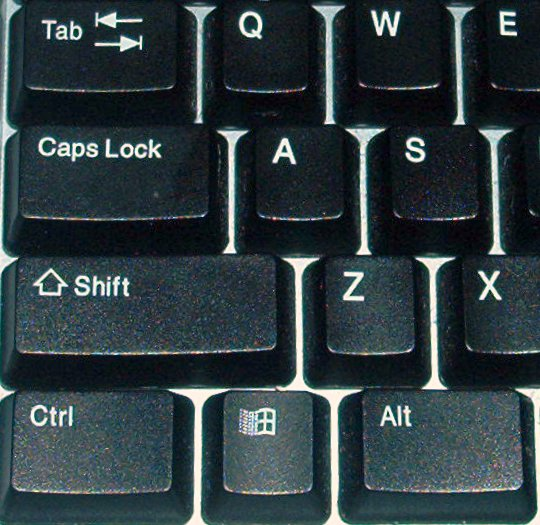
Widok klawisza na klawiaturze komputerowej (po lewej stronie)

- W m.in. czeskiej klawiaturze wciśnięcie klawisza í (9 na polskiej klawiaturze programisty) z włączonym ⇪ Caps Lock spowoduje wpisanie „Í”, a nie „9”.